# Cruz Roja Salvadoreña
La Cruz Roja Salvadoreña es una institución de ayuda humanitaria y voluntaria que brinda apoyo en situaciones de emergencia y promueve la salud y el bienestar de la sociedad. Fundada en el 13 de marzo de 1885, se compromete a prestar asistencia humanitaria basada en los principios del Movimiento Internacional de la Cruz Roja y de la Media Luna Roja.

## Historia
El movimiento de Cruz Roja en El Salvador, tiene como pioneros a los señores Luis Vandyck y Astor Marchesini, quienes formularon el reglamento de la sociedad de la Cruz Roja, Institución a la cual el presidente de la República; Dr. Rafael Zaldívar y su ministro de Beneficencia Dr. J. Antonio Castro, otorgaron personería jurídica por acuerdo ejecutivo del 13 de marzo de 1885. Como presidente Administrativo y Comisario Jefe de la misma, Don Astor Marchesini. De acuerdo a su reglamento, estaría formada por Socios-Activos y benefactores.
El objetivo de ella, según el artículo primero, es “Socorrer a los enfermos y heridos militares, de cualquiera de las partes beligerantes, ya sea en el campo de batalla o en los hospitales del ejercito”.
El 28 de marzo de 1885, apenas fundada la Sociedad Nacional, El Salvador entró en conflicto con Guatemala, al oponerse a la política federalista del presidente de ese país, Justo Rufino Barrios y firmar con Nicaragua y Costa Rica una alianza para defender con las armas la independencia de las tres repúblicas. Ese conflicto, en cierto modo, es el bautismo de fuego de la Cruz Roja Salvadoreña, que organizó servicios de camilleros e improvisó hospitales, donde se hicieron famosos los doctores Juan Padilla Matute y Herna Power. La Sociedad Nacional sitió a las tropas salvadoreñas y en algunos casos, socorrió a los heridos y enfermos del ejército de Guatemala.
El conflicto concluyó con el fracaso de Guatemala al morir Justo Rufino Barrios, el 2 de abril de 1885, en Chalchuapa. El 16 de abril de se mismo año se firmó la paz. Tras el conflicto, la Cruz Roja Salvadoreña entró en un profundo letargo durante el cual diversos acontecimientos especialmente la inestabilidad política, impidieron toda continuidad en sus actividades. En 1890 estalló en El Salvador un levantamiento revolucionario, a raíz del cual Costa Rica se retiró de la unión de las cinco Repúblicas Centroamericanas.
Cuatro años más tarde El Salvador participó junto con Honduras y Nicaragua, en la Formación de la Republica de América Central que se disolvió en 1898, debido a la denominada “Revolución de los 44” en El Salvador. Esta revolución marco también el renacimiento de la Cruz Roja en El Salvador. El 31 de octubre de 1898, se organizo el Consejo Supremo de la Cruz Roja Salvadoreña.
A comienzos del siglo, Cruz Roja Salvadoreña se asoció al Consejo Superior de Salubridad e inició sus actividades en tiempo de paz con la lucha contra las epidemias del cólera, viruela, meningitis, gripe y disentería que se registraron tras los enfrentamientos entre El Salvador y Guatemala en 1906 y Nicaragua después en 1907. Todo esto ya bajo la presidencia de Don Miguel Yudice, quien supo mantener el accionar de la institución en forma permanente. Se formó la Asociación de Damas, que se convirtió en el Comité de Damas Voluntarias en 1952. En 1917 el Consejo Supremo decidió reorganizar la Sociedad Nacional de acuerdo con las disposiciones del Primer Convenio de Ginebra de 1864, ya que El Salvador fue el primer país del continente Americano en adherirse en el año de 1874, fungiendo como Presidente de la República el Mariscal de Campo don Santiago González Portillo. Esta decisión se tradujo en la aprobación de nuevos estatutos el 5 de julio de 1918.
El 25 de abril de 1925, el CICR, reconoció oficialmente a la Cruz Roja Salvadoreña, incorporándose también a la Liga, hoy Federación el 24 de junio en ese mismo año.

## Misión, Visión y Valores

### Misión
Somos los representantes del Movimiento Internacional de la Cruz Roja en El Salvador, contribuyendo a prevenir y aliviar el sufrimiento humano; en cumplimiento a nuestro rol auxiliar de los poderes públicos en ámbitos humanitarios; a través de nuestros miembros, apegados a los principios fundamentales del Movimiento.

### Visión
Ser la institución líder en temas humanitarios con servicios de calidad, innovadores y especializados a través de la integración de todos sus miembros, comprometidos e impulsados por el altruismo, el deseo de salvar vidas y la mejora continua.

### Valores Institucionales
| Valor                                                                   | Definición | Referencia                                           |
| Calidad                                                                 | Aportar lo mejor para atender y satisfacer las necesidades y expectativas de nuestros usuarios internos, externos y grupos meta de forma efectiva, con un servicio cálido, amable y con el genuino deseo de ayudar.                                    | Plan Estratégico de Desarrollo 2022-2026, página 19. |
| Disciplina                                                              | Actuar de forma organizada, puntual, ordenada y perseverante; garantizando la aplicación de los principios fundamentales y el fiel cumplimiento de los Estatutos y Reglamentos.                                                                        | Plan Estratégico de Desarrollo 2022-2026, página 19. |
| Innovación                                                              | Comprometidos con la mejora continua de nuestros servicios y procesos, con el uso eficiente de los recursos y tecnologías para generar un mayor impacto en las condiciones de vida de las personas.                                                    | Plan Estratégico de Desarrollo 2022-2026, página 19. |
| Solidaridad                                                             | Destacamos la labor social, el altruismo y el compromiso de nuestra institución para ayudar a las personas que más lo necesiten, fomentando el apoyo a todos nuestros miembros para el cumplimiento de nuestros objetivos institucionales.             | Plan Estratégico de Desarrollo 2022-2026, página 19. |
| Transparencia                                                           | Es mostrar la forma de como se gestionan los procesos de la institución, la toma de decisiones, el uso de los recursos y los resultados obtenidos en el ejercicio de las funciones; implica un comportamiento ético de los miembros de la institución. | Plan Estratégico de Desarrollo 2022-2026, página 19. |
| Fuente: Cruz Roja Salvadoreña. Plan Estratégico de Desarrollo 2022-2026 | |                                                      |

## Plan Estratégico de Desarrollo

### Plan Estratégico de Desarrollo 2022-2026
El Plan Estratégico de Desarrollo 2022-2026 es la herramienta de planificación que define el marco de acción de Cruz Roja Salvadoreña a través de sus áreas estratégicas, aprobado por el Consejo Ejecutivo el 25 de enero de 2022. Está fundamentado en la convicción de que las organizaciones humanitarias modernas deben de proyectarse a largo, mediano y corto plazo, orientando el accionar para cumplir con el mandato institucional de la mejor manera; brindando servicios de calidad, innovadores y especializados a la población con el apoyo de los miembros de CRS, cooperantes y las personas, empresas e instituciones que lo hacen posible.
Construido bajo un proceso participativo con las partes interesadas a través de diversas consultas y análisis de entorno externo como interno a la institución; tomando como referencia diversos documentos y herramientas de carácter estratégico dentro del Movimiento, como lo es la Estrategia 2030 de la Federación Internacional de Sociedades de la Cruz Roja y de la Media Luna Roja (FICR), acuerdos subscritos, entre otros. Actualizando de esta manera el pensamiento estratégico; las áreas estratégicas, las cuales se mantienen en cantidad, pero se agregan otros enfoques que responden al contexto actual.
Se retoma la metodología utilizada para la formulación del Plan Estratégico de Desarrollo 2016-2021, con algunas modificaciones en el diseño de las matrices, en las cuales se describen las estrategias a implementar para el alcance de la visión institucional, indicadores para medir los avances que se vayan teniendo durante las implementaciones de las estrategias y las metas a alcanzar en el año 2026.
Las áreas estratégicas definidas para el quinquenio son: Gestión de Crisis y Desastres, Salud, Inclusión Social, Gestión del Voluntariado y Seccionales; Innovación y Desarrollo Institucional y Sostenibilidad de los Servicios, con un total 82 estrategias y 89 indicadores. Así mismo, se establecieron sus objetivos estratégicos, ejes de trabajo, objetivos específicos y sus respectivas estrategias, bajo el enfoque de resultados, aprendizaje y mejora continua.

#### Áreas Estratégicas
| Área estratégica                                                        | Objetivo | Referencia                                                 |
| Crisis y Desastres                                                      | Contribuir a la preparación comunitaria e institucional a través de acciones que promuevan la prevención de los riesgos, la preparación y la organización de la respuesta ante las crisis y desastres. | Plan Estratégico de Desarrollo 2022-2026, páginas 23 a 29. |
| Salud                                                                   | Contribuir a la mejora de la salud preventiva y curativa en poblaciones vulnerables. | Plan Estratégico de Desarrollo 2022-2026, páginas 30 a 36. |
| Inclusión Social                                                        | Contribuir en la mejora de las condiciones de vulnerabilidad de las personas en riesgo social por medio de trabajo comunitario, diplomacia humanitaria y la abogacía.                                  | Plan Estratégico de Desarrollo 2022-2026, páginas 37 a 42. |
| Gestión del Voluntariado y Seccionales                                  | Desarrollar las competencias del voluntariado para que contribuya al cumplimiento de nuestra misión.                                                                                                   | Plan Estratégico de Desarrollo 2022-2026, páginas 43 a 47. |
| Gestión del Voluntariado y Seccionales                                  | Fortalecer las capacidades de las seccionales para responder a las necesidades humanitarias. | Plan Estratégico de Desarrollo 2022-2026, páginas 43 a 47. |
| Innovación y Desarrollo Institucional                                   | Fortalecer el desarrollo institucional a través de la innovación de las estructuras, procesos y competencias de los miembros para el cumplimiento de las áreas misionales.                             | Plan Estratégico de Desarrollo 2022-2026, páginas 48 a 59. |
| Sostenibilidad de los servicios                                         | Garantizar la sostenibilidad de los servicios misionales a través de fortalecimiento y diversificación de las fuentes de financiamiento y ahorro institucional.                                        | Plan Estratégico de Desarrollo 2022-2026, páginas 60 a 73. |
| Fuente: Cruz Roja Salvadoreña. Plan Estratégico de Desarrollo 2022-2026 | |                                                            |

## Marco Jurídico
La existencia de la Sociedad de Nacional de la Cruz Roja en El Salvador, que fuera fundada por Decreto Ejecutivo del 13 de marzo de 1885; fue reconocida por el Estado de la República de El Salvador, oficialmente el 10 de octubre de 1956, a través del Decreto Legislativo 2233, el cual establece lo siguiente:

DECRETO No. 2233.
LA ASAMBLEA LEGISLATIVA DE LA REPÚBLICA DE EL SALVADOR,
CONSIDERANDO:
I- Que la Sociedad Nacional de la Cruz Roja, cuya existencia jurídica fue reconocida por Decreto Ejecutivo de fecha 13 de Marzo de 1885, como entidad autónoma y de utilidad y beneficencia pública de acuerdo con los principios de la Convención de Ginebra de Octubre de 1863;
II- Que una serie de Convenciones Internacionales, firmadas y sancionadas por El Salvador en diversos años, a partir del de su reconocimiento oficial, le han dado mayor amplitud a su función humanitaria;
III- Que los derechos de que actualmente goza, tales como exención de algunos impuestos y las franquicias telegráficas y postal, han sido reconocidas solamente por Decreto Ejecutivo y con carácter limitado, y no responden al desarrollo que en sus relaciones nacionales e internacionales ha alcanzado, para su eficiente funcionamiento;
IV- Que, en otra parte, teniendo que prestar en algunas ocasiones servicios de carácter urgente, necesita disponer de todos sus recursos económicos, para lo cual conviene que goce del privilegio especial de glosa a posteriori, a fin de dar a su función humanitaria toda la elasticidad y amplitud que requieren su rápida y efectiva actuación;
POR TANTO,
en uso de sus facultades constitucionales,
DECRETA:
Art. 1.- El Gobierno de la República de El Salvador, reconoce la existencia de la Sociedad Nacional de la Cruz Roja Salvadoreña como Institución Autónoma de utilidad y beneficencia públicas. Esta Institución es la única autorizada para usar en el país las insignias y emblemas propios de ella así como la expresión compuesta de las dos palabras “CRUZ ROJA”.
Art. 2.- La Sociedad Nacional de la Cruz Roja se regirá por Estatutos aprobados por el Poder Ejecutivo.
Art. 3.- Gozará de los privilegios de exención de impuestos, tasas y arbitrios de toda naturaleza, franquicia telefónica, telegráfica y postal, así como todos los beneficios que conceden al Gobierno las empresas de transporte Nacionales o Internacionales.
Art. 4.- Disfrutará de subvención del Estado y su Presupuesto Especial lo ejecutará en forma autónoma con Glosa a posteriori de la Corte de Cuentas. No estará sujeta en sus operaciones a las disposiciones de la Ley de Suministros.
Decreto Legislativo 2233 del 10 de octubre de 1956.

De conformidad al artículo 2 del Decreto Legislativo 2233, la Cruz Roja Salvadoreña establece sus Estatutos:

ACUERDO No. 10.

San Salvador, 1 de febrero de 1999.

El Órgano Ejecutivo en el Ramo de Salud Pública y Asistencia Social, en vista de la solicitud presentada por el señor Teófilo J. Simán, Presidente del Consejo Ejecutivo de la Cruz Roja Salvadoreña;
ACUERDA:
AUTORIZAR las reformas a los Estatutos de dicha Institución:
ESTATUTOS

CRUZ ROJA SALVADOREÑA
Art. 1.- La Cruz Roja Salvadoreña es una Institución fundada por Decreto Ejecutivo del Gobierno de la República de El Salvador del trece de marzo de 1885, de acuerdo con los principios de la Convención de Ginebra de 1863. Reconocida como Institución autónoma de utilidad y beneficencia pública por Decreto Legislativo 2233 del 10 de octubre de 1956. El Comité Internacional de la Cruz Roja la reconoce el 25 de abril de 1925 y es miembro de la Federación Internacional de la Cruz Roja y Media Luna Roja desde el 24 de julio de ese mismo año.
Art. 2.- De acuerdo al artículo primero esta institución es la única autorizada en el país para usar las insignias y emblemas propios de ella, así como por la expresión compuesta de las palabras “CRUZ ROJA”.
Art. 3.- El Domicilio de la Cruz Roja Salvadoreña es el de la ciudad de San Salvador, pero ejercerá sus actividades en toda la República.
Art. 4.- La existencia de la Cruz Roja Salvadoreña es perpetua.
Estatutos de la Cruz Roja Salvadoreña de 1999.

## Gobierno Institucional
El Gobierno de la Cruz Roja Salvadoreña está conformado por los siguientes organismos:
1. Asamblea general
2. Comité Nacional
3. Consejo Ejecutivo
4. Asambleas Generales Departamentales
5. Delegaciones Departamentales
6. Juntas Locales

## Cuerpos Filiales
El personal voluntario de la Cruz Roja Salvadoreña se organiza a través de Cuerpos Filiales, por medio de los cuales realizan todas las actividades operativas. Los Estatutos establecen la existencia de los mismos.

ESTATUTOS
CRUZ ROJA SALVADOREÑA

CUERPOS FILIALES
Art. 21.- Los Cuerpos Filiales de la Cruz Roja Salvadoreña son:
a) Los Comités de Damas Voluntarias;
b) Los Cuerpos de Voluntarios Socorristas;
c) Los Cuerpos de Guardavidas Voluntarios;
d) La Cruz Roja de la Juventud; y
e) Cualquier otro que funde o autorice el Consejo Ejecutivo.
Art. 22.- Los Cuerpos Filiales, se regirán por los Reglamentos que aprobare el Consejo Ejecutivo de conformidad con estos Estatutos.
Estatutos de la Cruz Roja Salvadoreña de 1999.

De acuerdo al Art. 22 de los Estatutos de la Cruz Roja Salvadoreña de 1999, los Cuerpos Filiales son regulados a través del Reglamento de los Estatutos y el Reglamento de Voluntarios.

REGLAMENTO DE LOS ESTATUTOS DE
CRUZ ROJA SALVADOREÑA

DE LOS CUERPOS FILIALES DE VOLUNTARIOS
Art. 63.- Para el mejor funcionamiento se establecen en el Art. 21 de los Estatutos los siguientes Cuerpos Filiales:
a) Los Comités de Damas Voluntarias;
b) Los Cuerpos de Voluntarios Socorristas;
c) Los Cuerpos de Guardavidas Voluntarios;
d) La Cruz Roja de la Juventud; y
e) Cualquier otro que funde o autorice el Consejo Ejecutivo.
Art. 64.- Los Cuerpos Filiales de la Cruz Roja Salvadoreña son organismos operativos que tienen como finalidad la realización de programas y actividades encomendadas hacia el cumplimiento de la misión y objetivos de la Cruz Roja Salvadoreña determinados en sus estatutos.
Art. 65.- Los Cuerpos Filiales de la Cruz Roja Salvadoreña dependen del Consejo Ejecutivo el cual ejercerá su autoridad a través de las respectivas Delegaciones Departamentales, Juntas Locales, Dirección General y son coordinados por la Dirección de Gestión de Voluntariado y Seccionales.
Art. 66.- Los Cuerpos Filiales para su organización y funcionamiento se regirán por el Reglamento Unificado de Voluntarios de la Cruz Roja que apruebe el Consejo Ejecutivo.
Reglamento de los Estatutos de Cruz Roja Salvadoreña.

### Comité de Damas Voluntarias
El Comité de Damas Voluntarias fue fundado el 17 de junio de 1906.
Han sido las encargadas de asistir socialmente en asilos, guarderías y orfanatos, entregando ropa, alimentos y medicinas a los más necesitados. Asimismo han apoyado campañas de colecta de fondos para mantener los servicios de emergencia de la institución.
Apoyan las actividades de recaudación de fondos destinados a las obras que realiza la institución en beneficio de la comunidad. Proporcionan ayuda humanitaria a las comunidades y a otras instituciones de ayuda social. En caso de desastres, apoyan las tareas de apoyo en alojamientos temporales y también en la clasificación, preparación empaque y entrega de donativos.

### Cruz Roja de la Juventud

Emblema oficial del cuerpo filial de Cruz Roja de la Juventud de Cruz Roja Salvadoreña.

El cuerpo filial de Cruz Roja de la Juventud fue fundado el 9 de diciembre de 1926.
Es el cuerpo filial donde se forman los futuros líderes y lideresas, para actuar en casos de desastre, en las tareas de socorro y primeros auxilios. Cotidianamente llevan a cabo programas de bienestar social en asilos, centros asistenciales, guarderías y orfanatos.
Desarrollan también actividades educativas y campañas permanentes sobre prevención de VIH/SIDA. Además de acciones en beneficio del medio ambiente y respeto a la vida, brinda su apoyo con visitas y donación de alimentos, entre otros insumos necesarios para el beneficio de perros callejeros que se encuentran albergados en diversos refugios, con el objetivo de brindar apoyo a estos animalitos indefensos que por diferentes circunstancias no poseen un hogar y realizar este tipo de acciones que encaminen al respeto hacia los animales.

### Cuerpo de Guardavidas Voluntarios
El Cuerpo de Guardavidas Voluntarios fue fundado el 5 de abril de 1938.
Tiene bajo su responsabilidad el salvamento acuático en playas, ríos, lagos y piscinas, especialmente en temporadas de verano y períodos festivos. Cuentan con las especialidades de buceo y embarcación.
Prestan servicios de prevención y rescate acuático de manera eficiente y segura en el mar, ríos, lagos y piscinas, etc. En caso de desastres, participan en todas las actividades que el Plan Nacional de Respuesta les asigne. Si el desastre es de origen acuático, son los responsables del rescate, atención y evacuación de las víctimas.
Dentro de sus especialidades están:
- Unidad Especializada de Rescate para Inundaciones (UERI)
- Unidad de Buceo
- Unidad de Embarcación

### Cuerpo de Voluntarios Socorristas

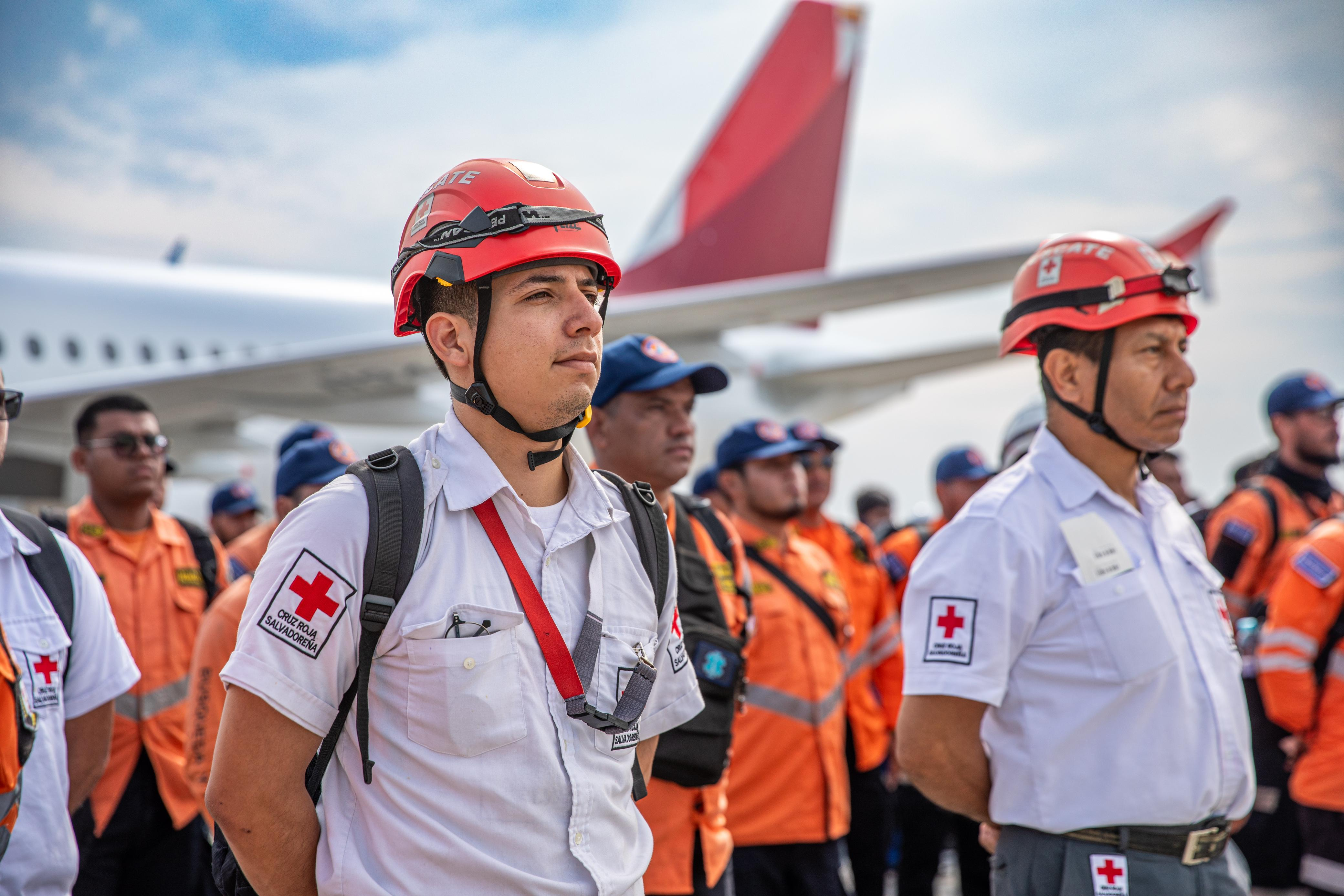
Personal voluntario en misión humanitaria.

El Cuerpo de Voluntarios Socorristas fue fundado el 31 de octubre de 1951.
Constituye la fuerza principal del trabajo operativo de la Cruz Roja, en la atención pre-hospitalaria y en casos de desastres; cuentan con la Unidad de Rescate, un equipo especializado en esta área.
Son los responsables de prestar servicios de Primeros Auxilios y traslado de las víctimas por accidentes o enfermedades comunes, así como dar cualquier otro auxilio que las circunstancias lo requieran. En caso de desastres, tienen la responsabilidad de brindar servicios pre-hospitalarios, rescate, evacuación, primeros auxilios a las víctimas en la zona de desastre y cualquiera otra ayuda para cumplir con la misión humanitaria.
Dentro de sus especialidades están:
- Unidad de Rescate (UR)
- Unidad Canina de Búsqueda y Rescate (K-SAR)
- Unidad Motorizada (UM)

### Voluntarios Sociales
A pesar de que, los Estatutos en su artículo 21 y el Reglamento de los Estatutos de Cruz Roja Salvadoreña en su artículo 63, únicamente reconocen la existencia de cuatro cuerpos filiales, la Cruz Roja Salvadoreña reconoce la existencia de un quinto tipo de cuerpo filial por medio del Reglamento de Voluntarios, el cual se considera de carácter especial.

REGLAMENTO DE VOLUNTARIOS DE
CRUZ ROJA SALVADOREÑA

TITULO   I
SEDE, CONSTITUCIÓN Y DEPENDENCIA DE LOS CUERPOS FILIALES
Art. 2.- Los Cuerpos Filiales de Cruz Roja Salvadoreña, serán los siguientes:
1. Cuerpo de Voluntarios Socorristas
2. Comité de Damas Voluntarias
3. Cruz Roja de la Juventud
4. Cuerpo de Guardavidas Voluntarios
5. Voluntario Social

El Voluntario Social no tendrá estructura de Jefatura Nacional, Departamental ni Local; pero el Consejo Ejecutivo analizará la conveniencia de dotarlo de una estructura que responda a sus necesidades de funcionamiento. Su dependencia será de las Delegaciones Departamentales, Juntas Locales y de los Coordinadores de Programas, Proyectos o Unidad Organizativa, según el caso.
Reglamento de Voluntarios de Cruz Roja Salvadoreña.

Son los responsables de desarrollar actividades del Programa, Proyecto o Unidad Organizativa Central o Seccional, o dedicarse según su conocimiento o profesión, para cubrir las necesidades de la comunidad. En caso de desastre, se integran al Plan Nacional de Respuesta y desarrollan las actividades para los cuales han sido capacitados.
En consecuencia, los Voluntarios Sociales se agrupan de la siguiente manera:
a) Voluntario Social de Servicios Médicos: voluntarios que prestan servicios de emergencia y son profesionales o estudiantes de alguna carrera de salud.
b) Voluntario de Servicio Social Universitario: personas que estudian una carrera universitaria y ejecutan un proyecto de acción social como parte del plan de estudio.
c) Voluntario de Servicio Social Estudiantil: estudiantes de enseñanza media que tienen que prestar algún servicio a la comunidad, como parte del proceso de culminación de sus estudios.
d) Voluntario de Programa: voluntarios que desarrollan sus actividades en programas y proyectos de Cruz Roja Salvadoreña en, y con la comunidad.
e) Voluntarios Profesionales: personas que ejercen una profesión y se comprometen a realizar trabajos voluntarios en su tiempo libre.
f) Y otras especialidades que puedan presentarse, dependiendo de las necesidades de las comunidades.

## Seccionales
En cumplimento al principio de Unidad, el cual establece que: «en cada país solo puede existir una Sociedad de la Cruz Roja o de la Media Luna Roja, que debe ser accesible a todos y extender su acción humanitaria a la totalidad del territorio»; Cruz Roja Salvadoreña establece la existencia de 66 sedes denominadas Seccionales distribuidas en todo el territorio de la República de El Salvador.
A través de sus estatutos, de igual forma, la Cruz Roja Salvadoreña regula la existencia de las Seccionales (sedes), tal como se establece en:

Art. 3.- El Domicilio de la Cruz Roja Salvadoreña es el de la ciudad de San Salvador, pero ejercerá sus actividades en toda la República.
Artículo 3, de los Estatutos de la Cruz Roja Salvadoreña de 1999.

### Mapa
Significado de colores en la tabla:
     Seccional (Sede Central)
     Seccional (Delegación Departamental)
     Seccional (Junta Local)
     Puesto de Socorro (Coordinación dependiente)
     Seccional o Puesto de Socorro inactiva/o
| SECCIONALES DE LA CRUZ ROJA SALVADOREÑA |                           |                          |                                    |              |          |                                                                           |                                                       |
| Mapa de El Salvador con las seccionales de la Cruz Roja Salvadoreña. El emblema no está situado en el exacto lugar de la ubicación de la seccional. |                           |                          |                                    |              |          |                                                                           |                                                       |
| No. | Nombre                    | Tipo                     | Municipio                          | Departamento | Estado   | Organismo de gobierno encargado                                           | Ubicación (Coordenadas)                               |
| 1 | Ahuachapán                | Seccional                | Ahuachapán                         | Ahuachapán   | Activa   | Delegación Departamental                                                  | 13°55′18.77″N 89°50′52.73″O / 13.9218806, -89.8479806 |
| 2 | Atiquizaya                | Seccional                | Atiquizaya                         | Ahuachapán   | Inactiva | Junta Local                                                               | 13°58′23.62″N 89°45′28.40″O / 13.9732278, -89.7578889 |
| 3 | Concepción de Ataco       | Seccional                | Concepción de Ataco                | Ahuachapán   | Activa   | Junta Local                                                               | 13°52′4.60″N 89°50′54.00″O / 13.8679444, -89.8483333  |
| 4 | Tacuba                    | Seccional                | Tacuba                             | Ahuachapán   | Activa   | Junta Local                                                               | 13°54′11.68″N 89°55′57.24″O / 13.9032444, -89.9325667 |
| 5 | Apaneca                   | Seccional                | Apaneca                            | Ahuachapán   | Activa   | Junta Local                                                               | 13°51′37.19″N 89°48′10.23″O / 13.8603306, -89.8028417 |
| 6 | Santa Ana                 | Seccional                | Santa Ana                          | Santa Ana    | Activa   | Delegación Departamental                                                  | 13°59′34.37″N 89°33′23.57″O / 13.9928806, -89.5565472 |
| 7 | Candelaria de la Frontera | Seccional                | Candelaria de la Frontera          | Santa Ana    | Activa   | Junta Local                                                               | 14°6′42.05″N 89°39′2.79″O / 14.1116806, -89.6507750   |
| 8 | Chalchuapa                | Seccional                | Chalchuapa                         | Santa Ana    | Activa   | Junta Local                                                               | 13°59′3.90″N 89°40′45.67″O / 13.9844167, -89.6793528  |
| 9 | Coatepeque                | Seccional                | Coatepeque                         | Santa Ana    | Activa   | Junta Local                                                               | 13°55′34.74″N 89°30′9.12″O / 13.9263167, -89.5025333  |
| 10 | Texistepeque              | Seccional                | Texistepeque                       | Santa Ana    | Activa   | Junta Local                                                               | 14°7′31.32″N 89°29′38.16″O / 14.1253667, -89.4939333  |
| 11 | Metapán                   | Seccional                | Metapán                            | Santa Ana    | Activa   | Junta Local                                                               | 14°19′53.42″N 89°26′48.65″O / 14.3315056, -89.4468472 |
| 12 | Sonsonate                 | Seccional                | Sonsonate                          | Sonsonate    | Activa   | Delegación Departamental                                                  | 13°42′56.66″N 89°43′26.32″O / 13.7157389, -89.7239778 |
| 13 | Acajutla                  | Seccional                | Acajutla                           | Sonsonate    | Inactiva | Junta Local                                                               | No definida                                           |
| 14 | Armenia                   | Seccional                | Armenia                            | Sonsonate    | Activa   | Junta Local                                                               | 13°44′41.77″N 89°30′4.13″O / 13.7449361, -89.5011472  |
| 15 | Izalco                    | Seccional                | Izalco                             | Sonsonate    | Activa   | Junta Local                                                               | 13°44′42.72″N 89°40′35.38″O / 13.7452000, -89.6764944 |
| 16 | San Isidro                | Puesto de Socorro        | Cantón San Isidro de Izalco        | Sonsonate    | Activa   | Coordinación Depende de: Delegación Departamental (Seccional Sonsonate)   | 13°47′14.55″N 89°33′36.39″O / 13.7873750, -89.5601083 |
| 17 | Juayúa                    | Seccional                | Juayúa                             | Sonsonate    | Activa   | Junta Local                                                               | 13°50′31.66″N 89°44′52.72″O / 13.8421278, -89.7479778 |
| 18 | Nahuizalco                | Seccional                | Nahuizalco                         | Sonsonate    | Activa   | Junta Local                                                               | 13°46′51.62″N 89°44′18.42″O / 13.7810056, -89.7384500 |
| 19 | Chalatenango              | Seccional                | Chalatenango                       | Chalatenango | Activa   | Delegación Departamental                                                  | 14°2′6.20″N 88°56′5.64″O / 14.0350556, -88.9349000    |
| 20 | Nueva Concepción          | Seccional                | Nueva Concepción                   | Chalatenango | Inactiva | Junta Local                                                               | 14°7′28.94″N 89°17′41.42″O / 14.1247056, -89.2948389  |
| 21 | Santa Tecla               | Seccional                | Santa Tecla                        | La Libertad  | Activa   | Delegación Departamental                                                  | 13°40′39.18″N 89°16′50.97″O / 13.6775500, -89.2808250 |
| 22 | Ciudad Arce               | Seccional                | Ciudad Arce                        | La Libertad  | Activa   | Junta Local                                                               | 13°50′16.84″N 89°26′41.62″O / 13.8380111, -89.4448944 |
| 23 | Quezaltepeque             | Seccional                | Quezaltepeque                      | La Libertad  | Activa   | Junta Local                                                               | 13°50′13.20″N 89°16′26.73″O / 13.8370000, -89.2740917 |
| 24 | Lourdes Colón             | Seccional                | Cantón Lourdes de Colón            | La Libertad  | Activa   | Junta Local                                                               | 13°44′8.42″N 89°21′29.31″O / 13.7356722, -89.3581417  |
| 25 | Puerto de La Libertad     | Seccional                | La Libertad                        | La Libertad  | Activa   | Junta Local                                                               | 13°29′21.07″N 89°18′45.39″O / 13.4891861, -89.3126083 |
| 26 | San Pablo Tacachico       | Seccional                | San Pablo Tacachico                | La Libertad  | Activa   | Junta Local                                                               | 13°58′25.71″N 89°20′20.45″O / 13.9738083, -89.3390139 |
| 27 | Tepecoyo                  | Seccional                | Tepecoyo                           | La Libertad  | Activa   | Junta Local                                                               | 13°42′10.52″N 89°27′40.25″O / 13.7029222, -89.4611806 |
| 28 | Tamanique                 | Seccional                | Tamanique                          | La Libertad  | Activa   | Junta Local                                                               | 13°35′55.62″N 89°25′7.06″O / 13.5987833, -89.4186278  |
| 29 | San Juan Opico            | Seccional                | San Juan Opico                     | La Libertad  | Inactiva | Junta Local                                                               | No definida                                           |
| 30 | Jayaque                   | Seccional                | Jayaque                            | La Libertad  | Activa   | Junta Local                                                               | 13°40′27.82″N 89°26′22.36″O / 13.6743944, -89.4395444 |
| 31 | San Salvador              | Seccional (Sede Central) | San Salvador                       | San Salvador | Activa   | Delegación Departamental (Consejo Ejecutivo)                              | 13°42′25.41″N 89°11′41.14″O / 13.7070583, -89.1947611 |
| 32 | Agua Caliente             | Seccional                | Ciudad Delgado                     | San Salvador | Activa   | Junta Local                                                               | 13°42′27.48″N 89°10′7.10″O / 13.7076333, -89.1686389  |
| 33 | Santa Lucía               | Seccional                | Ilopango                           | San Salvador | Activa   | Junta Local                                                               | 13°41′16.09″N 89°7′46.93″O / 13.6878028, -89.1297028  |
| 34 | Apopa                     | Seccional                | Apopa                              | San Salvador | Activa   | Junta Local                                                               | 13°48′12.24″N 89°10′54.80″O / 13.8034000, -89.1818889 |
| 35 | Tonacatepeque             | Seccional                | Tonacatepeque                      | San Salvador | Activa   | Junta Local                                                               | 13°46′50.30″N 89°7′11.30″O / 13.7806389, -89.1198056  |
| 36 | San José Las Flores       | Seccional                | Cantón Las Flores de Tonacatepeque | San Salvador | Activa   | Junta Local                                                               | 13°49′5.40″N 89°8′20.84″O / 13.8181667, -89.1391222   |
| 37 | Guazapa                   | Seccional                | Guazapa                            | San Salvador | Activa   | Junta Local                                                               | 13°52′44.47″N 89°10′16.80″O / 13.8790194, -89.1713333 |
| 38 | Aguilares                 | Seccional                | Aguilares                          | San Salvador | Activa   | Junta Local                                                               | 13°57′31.00″N 89°11′6.30″O / 13.9586111, -89.1850833  |
| 39 | Cojutepeque               | Seccional                | Cojutepeque                        | Cuscatlán    | Activa   | Delegación Departamental                                                  | 13°43′29.45″N 88°56′24.48″O / 13.7248472, -88.9401333 |
| 40 | El Carmen                 | Seccional                | El Carmen                          | Cuscatlán    | Inactiva | Junta Local                                                               | No definida                                           |
| 41 | El Rosario                | Puesto de Socorro        | El Rosario                         | Cuscatlán    | Inactiva | Coordinación Depende de: Delegación Departamental (Seccional Cojutepeque) | No definida                                           |
| 42 | San José Guayabal         | Puesto de Socorro        | San José Guayabal                  | Cuscatlán    | Activa   | Coordinación Depende de: Delegación Departamental (Seccional Cojutepeque) | 13°50′12.97″N 89°5′42.44″O / 13.8369361, -89.0951222  |
| 43 | Sensuntepeque             | Seccional                | Sensuntepeque                      | Cabañas      | Activa   | Delegación Departamental                                                  | 13°52′27.44″N 88°37′30.80″O / 13.8742889, -88.6252222 |
| 44 | Ilobasco                  | Seccional                | Ilobasco                           | Cabañas      | Activa   | Junta Local                                                               | 13°50′31.29″N 88°50′59.85″O / 13.8420250, -88.8499583 |
| 45 | Tejutepeque               | Seccional                | Tejutepeque                        | Cabañas      | Activa   | Junta Local                                                               | 13°51′0.46″N 88°54′16.85″O / 13.8501278, -88.9046806  |
| 46 | Zacatecoluca              | Seccional                | Zacatecoluca                       | La Paz       | Activa   | Delegación Departamental                                                  | 13°30′54.39″N 88°52′16.22″O / 13.5151083, -88.8711722 |
| 47 | San Vicente               | Seccional                | San Vicente                        | San Vicente  | Activa   | Delegación Departamental                                                  | 13°38′12.49″N 88°47′13.10″O / 13.6368028, -88.7869722 |
| 48 | Guadalupe                 | Puesto de Socorro        | Guadalupe                          | San Vicente  | Activa   | Coordinación Depende de: Delegación Departamental (Seccional San Vicente) | 13°37′11.89″N 88°52′50.19″O / 13.6199694, -88.8806083 |
| 49 | San Lorenzo               | Puesto de Socorro        | San Lorenzo                        | San Vicente  | Inactiva | Coordinación Depende de: Delegación Departamental (Seccional San Vicente) | 13°42′16.80″N 88°48′11.41″O / 13.7046667, -88.8031694 |
| 50 | San Sebastián             | Seccional                | San Sebastián                      | San Vicente  | Activa   | Junta Local                                                               | 13°43′25.27″N 88°49′8.02″O / 13.7236861, -88.8188944  |
| 51 | Usulután                  | Seccional                | Usulután                           | Usulután     | Activa   | Delegación Departamental                                                  | 13°20′59.49″N 88°26′20.87″O / 13.3498583, -88.4391306 |
| 52 | Jiquilisco                | Seccional                | Jiquilisco                         | Usulután     | Activa   | Junta Local                                                               | 13°19′37.55″N 88°34′12.97″O / 13.3270972, -88.5702694 |
| 53 | Tecapán                   | Puesto de Socorro        | Tecapán                            | Usulután     | Activa   | Coordinación Depende de: Delegación Departamental (Seccional Usulután)    | 13°27′27.21″N 88°29′25.01″O / 13.4575583, -88.4902806 |
| 54 | Santiago de María         | Seccional                | Santiago de María                  | Usulután     | Activa   | Junta Local                                                               | 13°29′1.26″N 88°27′54.03″O / 13.4836833, -88.4650083  |
| 55 | Berlín                    | Seccional                | Berlín                             | Usulután     | Activa   | Junta Local                                                               | 13°29′52.47″N 88°31′40.51″O / 13.4979083, -88.5279194 |
| 56 | Mercedes Umaña            | Seccional                | Mercedes Umaña                     | Usulután     | Activa   | Junta Local                                                               | 13°33′39.26″N 88°29′19.64″O / 13.5609056, -88.4887889 |
| 57 | Jucuapa                   | Seccional                | Jucuapa                            | Usulután     | Activa   | Junta Local                                                               | 13°31′12.1″N 88°23′10.11″O / 13.520028, -88.3861417   |
| 58 | San Miguel                | Seccional                | San Miguel                         | San Miguel   | Activa   | Delegación Departamental                                                  | 13°29′8.75″N 88°10′49.27″O / 13.4857639, -88.1803528  |
| 59 | Chinameca                 | Seccional                | Chinameca                          | San Miguel   | Activa   | Junta Local                                                               | 13°30′41.27″N 88°20′52.53″O / 13.5114639, -88.3479250 |
| 60 | Ciudad Barrios            | Seccional                | Ciudad Barrios                     | San Miguel   | Activa   | Junta Local                                                               | 13°45′51.49″N 88°16′18.84″O / 13.7643028, -88.2719000 |
| 61 | San Francisco Gotera      | Seccional                | San Francisco Gotera               | Morazán      | Activa   | Delegación Departamental                                                  | No posee un espacio físico                            |
| 62 | Delicias de Concepción    | Seccional                | Delicias de Concepción             | Morazán      | Inactiva | Junta Local                                                               | 13°47′19.13″N 88°8′44.56″O / 13.7886472, -88.1457111  |
| 63 | La Unión                  | Seccional                | La Unión                           | La Unión     | Activa   | Delegación Departamental                                                  | 13°20′4.55″N 87°50′29.73″O / 13.3345972, -87.8415917  |
| 64 | Santa Rosa de Lima        | Seccional                | Santa Rosa de Lima                 | La Unión     | Activa   | Junta Local                                                               | 13°37′13.92″N 87°54′2.91″O / 13.6205333, -87.9008083  |
| 65 | Nueva Esparta             | Seccional                | Nueva Esparta                      | La Unión     | Inactiva | Junta Local                                                               | No definida                                           |
| 66 | Intipucá                  | Seccional                | Intipucá                           | La Unión     | Activa   | Junta Local                                                               | 13°11′53.48″N 88°3′20.17″O / 13.1981889, -88.0556028  |
| Fuente: Cruz Roja Salvadoreña. Memoria de labores 2023, páginas 99, 100 y 101.                                                                      |                           |                          |                                    |              |          |                                                                           |                                                       |

## Servicios

### Banco de sangre
El objetivo principal de nuestro Banco de Sangre es suplir las necesidades de sangre para transfusión de las emergencias médicas de pacientes atendidos en la red de Hospitales del país, brindando servicios de calidad.
El Banco de Sangre cuenta con la certificación del Sistema de Gestión de la Calidad (SGC) conforme a la norma ISO 9001:2015 para el Centro de Sangre, lo que permite asegurar la capacidad de proporcionar servicios y componentes sanguíneos de calidad, cumpliendo con los requisitos de nuestros usuarios, así como la Normativa Nacional establecida por el MINSAL e internacionalmente por la OPS.
Además de esta certificación, el Banco de Sangre cuenta con la “Licencia de Funcionamiento de Servicios de Sangre A, nivel 3” que otorga el Consejo Superior de Salud Pública (CSSP).

#### Donación de sangre
Requisitos:
- Tener entre 18 y 65 años  (Mujeres 18-60 años | Hombres 18-65 años)
- Peso mínimo de 115 libras a 270 libras
- Estar saludable
- No haber padecido de hepatitis
- No haber ingerido bebidas alcohólicas las últimas 48 horas
- Haber dormido al menos 5 horas
- Comer alimentos bajos en grasa el día de la donación

Horario de atención para donación de sangre: de lunes a viernes: 07:00 a.m. a 02:30 p.m. (sin cerrar al mediodía), y sábados de 07:00 a 11:30 a.m. (No se atienden donantes en días de asueto nacional, vacaciones de semana santa, vacaciones de agosto, navidad y fin de año).

#### Servicios de laboratorio clínico
Se ofrecen pruebas de:
- Antígenos y Anticuerpos VIH 1-2
- Antígenos y Anticuerpos Virus Hepatitis C
- Anticuerpos Tripanosoma CRUZI (Chagas)
- Anticuerpos T Pallidum (sífilis)
- Antígenos de Superficie Virus Hepatitis B
- Detección de Anticuerpos irregulares
- Tipeo sanguíneo
- Coombs Directo
- Pruebas de compatibilidad (cruzada)
- Servicio de centrifugación de unidades de sangre
- Servicio de filtración de glóbulos rojos
- Servicio de sangría terapéutica

#### Despacho de componentes sanguíneos
Se despachan:
- Unidad de Glóbulos Rojos Empacados
- Unidad de Glóbulos Rojos Empacados Filtrados
- Unidad de Plasma Fresco Congelado
- Unidad de Concentrado de Plaquetas
- Unidad de Crioprecipitados del Factor VIII

Horario de atención de área de despacho de componentes sanguíneos: las 24 horas de los 365 días del año.

### Clínica de emergencias
Cruz Roja Salvadoreña considera prioridad el bienestar de la salud de la población, por lo que brinda una atención segura ofreciendo servicios de salud con protocolos actualizados para la seguridad de los pacientes y nuestro personal de salud.
Horario de atención: las 24 horas de los 365 días del año.
Se atienden:
- Consultas generales.
- Procedimientos de pequeña cirugía, incluidos, extirpación de tumores de tejidos blandos, extracción de cuerpos extraños en ojo, nariz y otros sitios, onicectomías, plastías y reconstrucción del lecho ungueal (uñeros), curación y limpieza de heridas.
- Estabilización de pacientes ante cualquier emergencia.

Estos servicios son todos gratuitos. Disponibles únicamente en Sede Central.

#### Servicio de Farmacia
Se proporcionan medicamentos según receta prescrita por el especialista de salud de Cruz Roja Salvadoreña en turno, quien brindó la atención con base a la patología del paciente.  (Medicamentos según existencia).
Horario de atención: de lunes a viernes, de 7:30 a.m. a 12:20 p.m. y de 1:00 a 4:10 p.m.
Estos servicios son todos gratuitos. Disponibles únicamente en Sede Central.

### Clínica de odontología
La Clínica Odontología de Cruz Roja Salvadoreña destacada por su enfoque innovador, contribuyendo a la prevención y promoción de la salud oral de nuestros pacientes en El Salvador con un gran compromiso solidario. Brinda asistencia odontológica a costos accesibles.
Horario de atención: de lunes a viernes, de 8:00 a.m. a 3:00 p.m. Se atiende por orden de llegada (sin cita previa).
Se atienden:
- Consulta sin procedimientos
- Extracciones
- Rellenos
- Reconstrucción
- Limpiezas
- Endodoncias (diente, premolares, muelas)
- Pulpotomía
- Radiografía periapical
- Sellante de fosas y fisuras
- Cementado de corona

Estos servicios son a costos accesibles. Disponibles únicamente en Sede Central.

### Terapia respiratoria
Cruz Roja Salvadoreña a través de su Unidad de Terapia Respiratoria brinda el tratamiento idóneo con nebulizaciones y técnicas de movilización de secreciones con el fin de evitar problemas respiratorios mayores.
Horario de atención: de lunes a viernes, de 7:30 a.m. a 12:20 p.m. y de 1:00 a 4:10 p.m.
Se atienden:
- Oxigenoterapia
- Nebulizaciones
- Oxígeno continuo domiciliar
- Soporte Vital Avanzado

Dirigido a pacientes referidos por: 
- Médicos de la clínica de emergencias
- Médicos particulares privados y de instituciones públicas.
- Procedimientos de nebulización
- Programa de Oxígeno domiciliar, para pacientes que, por su condición médica, no es posible asistir a sus tratamientos

Estos servicios son todos gratuitos. Disponibles únicamente en Sede Central.

### Atención prehospitalaria y traslado de pacientes
El Servicio Prehospitalario esta administrado por nuestro Centro de Operaciones de Emergencias (COE) canalizando toda la información que se genera entorno a una situación de emergencia; teniendo cobertura en todo el territorio salvadoreño a través de las más de 60 Seccionales a nivel nacional. Permitiendo brindar una atención oportuna a través de nuestro personal.
Brindamos una efectiva atención al paciente desde el lugar del incidente como en las sedes y clínicas de emergencia institucional hasta su traslado al centro hospitalario. El Servicio Prehospitalario nos permite la intervención oportuna y el uso adecuado de los recursos con los que cuenta la Cruz Roja Salvadoreña para la prevención y manejo de casos urgentes de enfermedades o lesiones.

#### Tipos de servicios de atención prehospitalaria
- Ambulancia de Soporte Avanzado de vida (Tipo A): Este se destina para el transporte de pacientes que requieran de cuidados especiales durante su traslado, acompañado de personal médico y socorristas como asistentes. También, contamos con equipamiento de Soporte Vital Básico (inmovilizadores, collarín cervical, férulas, equipo para curación, etc.), Soporte Vital Avanzado (Monitores de signos vitales, desfibrilador externo automático, equipo de oxigenoterapia, medicamentos, etc.), además de Montaje de Sistemas de Comando de Incidentes (SCI).

- Ambulancia de Soporte Básico de Vida (Tipo B): Este transporte de pacientes cuyas funciones vitales están comprometidas, sea considerado una emergencia y el paciente se encuentre en condición estable.

Al año se realizan un aproximado de 16,000 atenciones prehospitalarias entre traslados y rescates a nivel nacional, entre las atenciones que más frecuentamos son los accidentes de motocicleta, vehiculares, fracturas y emergencias médicas.
Horario de atención en Centro de Operaciones de Emergencias (Sede Central): las 24 horas de los 365 días del año.

Horario de atención en Seccionales: según disponibilidad de personal voluntario en seccionales del país.

Servicio de traslado de paciente en ambulancia es gratuito únicamente en Sede Central y por un costo voluntario en seccionales del país.

Servicio de atención prehospitalaria por accidentes fortuitos, gratuito a Nivel Nacional.

### Capacitación externa
Las capacitaciones externas de Cruz Roja Salvadoreña están orientadas a la enseñanza de la primera respuesta ante una emergencia, desarrollando temas de absoluta comprensión para el participante, estableciendo técnicas metodológicas adaptadas al tipo de público (centros escolares, empresa, comunidades, etc.). Nuestro objetivo es educar con calidad, proporcionando al participante los conocimientos teóricos y prácticos para salvar vidas.
Cruz Roja Salvadoreña, cuenta con instructores capacitados, con experiencia en la atención pre hospitalaria y atención en emergencias y desastres, con una trayectoria de 140 años, bajo lineamientos y estándares del Centro Global de Referencia en Primeros Auxilios, de la Federación Internacional de Cruz Roja y la Media Luna Roja.

#### Capacítate
Cursos disponibles:
- Charla de bioseguridad
- Curso de Reanimación Cardiopulmonar (RCP)
- Curso Elemental de Primeros Auxilios (ELPA)
- Curso Libre de Primeros Auxilios
- Curso de Soporte Vital Básico
- Curso de Primeros Auxilios Psicológicos
- Curso Elemental de Evacuación (CEDE)
- Curso Básico de Primeros Auxilios (BAPA)

Horario de atención: de lunes a viernes, de 7:30 a.m. a 4:10 p.m.
Teléfono para más información: +503 2239-4967

### Servicio de Restablecimiento del Contacto entre Familiares (RCF)
Año tras año, como consecuencia de distintos conflictos, desastres y migración de personas, miles de familias quedan separadas. Esto, causa dolor y sufrimiento en las personas que pierden contacto con sus seres queridos, sin saber cómo están y dónde se encuentran.
Cruz Roja Salvadoreña, en su misión de prevenir y aliviar el sufrimiento humano, lidera, a través de la Unidad de Difusión y Búsqueda, el programa de Restablecimiento de Contacto entre Familiares, el cual busca prevenir la separación familiar, mantener y restablecer el contacto y esclarecer la suerte de las personas extraviadas o desaparecidas realizando intervenciones rápidas, con responsabilidad, sin causar daño, protegiendo los datos y manteniendo el constante respeto hacia las personas.
Trabajamos de manera articulada y conjunta con otros componentes del movimiento para localizar a las personas y ponerlas de nuevo en contacto con sus familias, para que mantengan el vínculo, evitando y previniendo la separación.
Si estas buscando a un familiar y/o seres queridos, puedes dar clic al enlace y completar el formulario:
https://cruzrojasal.org.sv/restablecimiento-del-contacto-entre-familiares-rcf/
Horario de atención: de lunes a viernes, de 7:30 a.m. a 4:00 p.m.
Teléfono para más información: +503 2239-4972

### Atención de desastres y ayuda humanitaria
- Distribuciones de agua: apoyar el acceso al vital líquido para comunidades y centros escolares con limitaciones a este recurso, es importante para nuestra institución, a través del proyecto ECHO PPP, el Centro de Operaciones de Emergencias y seccionales han apoyado en su distribución.
- Jornadas de fumigación: con la finalidad de contribuir al saneamiento de las comunidades, en coordinación con Comités de Salud, se ha apoyado en jornadas de fumigación contra de la propagación de vectores como el dengue.
- Emergencias por lluvias: desarrolla un operativo para movilizar a equipos de avanzada para los departamentos que de acuerdo con la proyección de lluvias serían afectados, activándose con dicho operativo la red de seccionales. Las principales acciones que se desarrollan como Sociedad Nacional son: compartir las alertas con las autoridades tomadoras de decisión, monitoreo de las condiciones meteorológicas, la activación y despliegue de la Unidades Especializadas de Rescate para Inundaciones y Unidad de Rescate, recopilación de información de medios oficiales de información, preposicionamiento de kits en las zonas con proyección de lluvias, entre otras.

Ante cualquier emergencia puede llamar al: +503 2239-4930
Horario de atención: las 24 horas de los 365 días del año.

## Programas y proyectos

### Crisis y Desastres
Cruz Roja Salvadoreña, define como una de sus áreas misionales la “Gestión de Crisis y Desastres”, a través de la cual pone a disposición la experiencia y preparación para afrontar y responder ante las diversas crisis, emergencias y desastres que puedan suscitarse, proporcionando una respuesta eficiente ante las necesidades de la población, innovando en nuestro actuar de acuerdo a las circunstancias.
Trabajando en:
- Preparación y respuesta ante desastres: Se prioriza el fortalecimiento institucional para cumplir con estándares de respuestas eficaces, por medio de la gestión de recursos y generación de competencias en el talento humano. Así mismo, se continúa trabajando a nivel comunitario y escolar en temas de prevención y preparación con el fin de evitar, disminuir o transferir los efectos adversos de las amenazas que pudieran afectar a las personas, sus bienes y medios de vida; para lo cual, como parte del Sistema Nacional de Protección Civil, trabajamos en todos los niveles fortaleciendo las estructuras que permitan lograr el objetivo de salvaguardar las vidas. Para la respuesta, se busca hacerlo de manera eficaz e innovadora, a través del uso de nuevas tecnologías y modalidades de asistencia humanitaria, consolidando la aplicación de transferencia de efectivo e incursionar en la respuesta basada en pronósticos.
- Variabilidad y cambio climático: implementando acciones más amigables con el medio ambiente y contribuyendo en la concientización a los miembros Cruz Roja Salvadoreña y grupos meta; se identifica también la huella de carbono institucional actual con el fin de reducirla. Se busca también incorporar el trabajo con enfoque de gestión integral de cuencas, ya que realizar las acciones en beneficio del medio ambiente se pueden abordar de mejor manera a través de este enfoque.
- Atención prehospitalaria y rescate: se busca el fortalecimiento y especialización del servicio de atención prehospitalaria, según sea requerido; ya que, para el bien de la población, en la actualidad, ya hay más instituciones que proporcionan este servicio.

#### Proyectos: Crisis y Desastres
|  | 100 % |

|  | 100 % |

|  | 80 % |

|  | 50 % |

|  | 33 % |

|  | 70 % |

### Salud
En esta área Cruz Roja Salvadoreña implementa acciones de salud comunitaria que incluye temática de agua, saneamiento y promoción de la higiene, estilos de vida saludable; fortaleciendo su estructura para tal fin y ampliando su cobertura a través de las seccionales con acciones concretas.
Trabajando en:
- Educación en salud: se busca contribuir al conocimiento y adquisición de prácticas saludables en los usuarios de nuestros servicios de clínicas de emergencias, clínica odontológica y banco de sangre; esto como parte de una atención integral.

- Salud Comunitaria: el componente de salud comunitaria es fortalecido. Se mejora la respuesta en agua y saneamiento básico ante las crisis y desastres que puedan presentarse. De igual manera, se continúa trabajando en la promoción y acceso a los servicios de salud y prevención de las enfermedades a nivel comunitario, sensibilizando sobre la importancia de facilitar el trabajo a los prestadores de servicios de salud. Las seccionales son un pilar fundamental en el desarrollo de este eje de trabajo, apoyando la implementación de acciones de salud preventiva en las comunidades más vulnerables.

- Servicios de emergencias: mejora la calidad de atención en nuestros servicios de emergencias: clínicas de emergencias y clínica odontológica; brindando una atención cálida y enfocada a la satisfacción del usuario.

- Salud mental: incorpora la salud mental como un pilar y eje transversal en los programas de Cruz Roja Salvadoreña, consolidando las acciones realizadas hasta la fecha en primeros auxilios psicológicos y apoyo psicosocial. En los últimos años ha sido un servicio que se ha proporcionado a grupos meta concretos y de manera temporal a la población en general; principalmente para aquellos que han sido afectados por alguna circunstancia de violencia social.

- Sangre segura: el Banco de sangre de Cruz Roja Salvadoreña toma protagonismo como servicio misional. Se busca aumentar la colocación de componentes sanguíneos a nivel nacional por medio de la implementación de una estrategia integrada y un sistema de gestión de la calidad, posicionando al Banco de Sangre de Cruz Roja Salvadoreña como uno de los más importantes del país.

### Inclusión Social
Busca que las personas accedan a medidas de protección, incrementen la resiliencia, accedan a recursos básicos, tengan acceso a la salud, educación, empleo y empleabilidad. Fortaleciendo las capacidades del personal y voluntarios de la institución para que tengan los conocimientos y las competencias, con el fin de que proporcionen atenciones psicosociales y contribuyan a la salud mental de las personas que requieran estos servicios.

#### Proyectos: Inclusión Social
|  | 100 % |

|  | 33 % |

|  | 15 % |

|  | 10 % |

|  | 50 % |